# Loodtoren

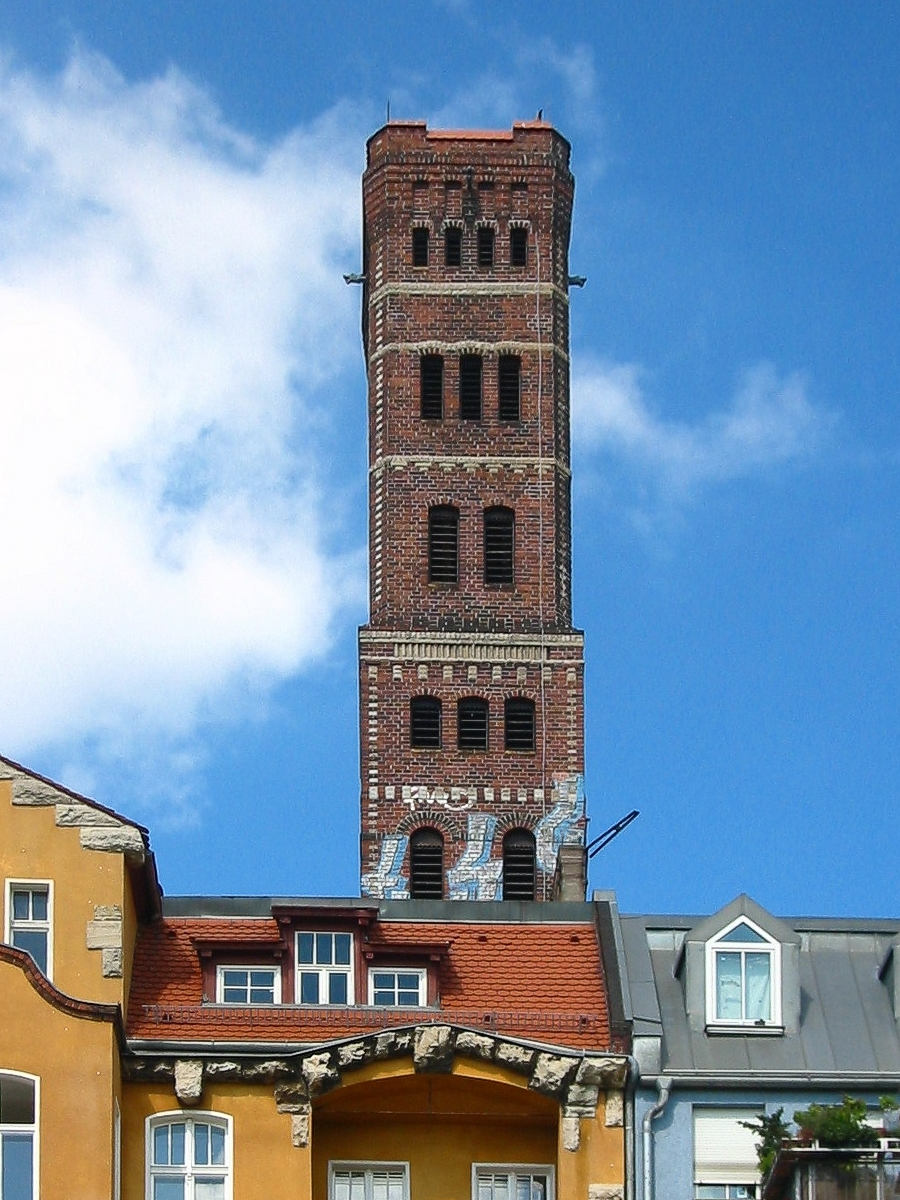
Een loodtoren in Berlin-Rummelsburg

Een loodtoren is een onderdeel van een fabriek waar hagelkorrels voor een hagelpatroon gemaakt worden.

Animatie van de vorming van loodkorrels in een loodtoren

Hagel wordt gemaakt door druppels vloeibaar lood van grote hoogte te laten vallen waarbij door cohesiekrachten en oppervlaktespanning kogelvormige bolletjes lood ontstaan.
Zeer bekend is de 71 meter hoge, bakstenen Phoenix Shot Tower te Baltimore in de Verenigde Staten,  die van 1828 tot 1892 voor de productie van loden kogels is gebruikt. In de laatste 25 jaar was dit vrijwel alleen munitie voor jachtwapens. Het gebouw staat onder monumentenzorg. 
In Hann. Münden in Duitsland staat de Fährenpfortenturm, oorspronkelijk een toren, die deel uitmaakte van de middeleeuwse stadsmuur.  In 1848 werd het gebouw opgehoogd en tot 40 meter hoge  loodtoren verbouwd. De toren is tot 1975 voor dit doel in gebruik geweest.  Anno 2024 is er een industrie- en nijverheidsmuseum in gevestigd,  dat ook aan de historische productie van loden kogels aandacht besteedt. 

## Afbeeldingen

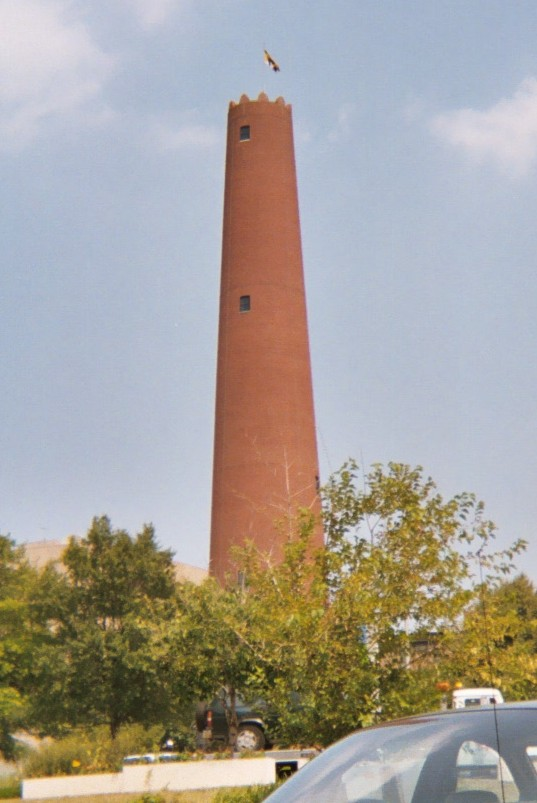
De Phoenix Shot Tower te Baltimore
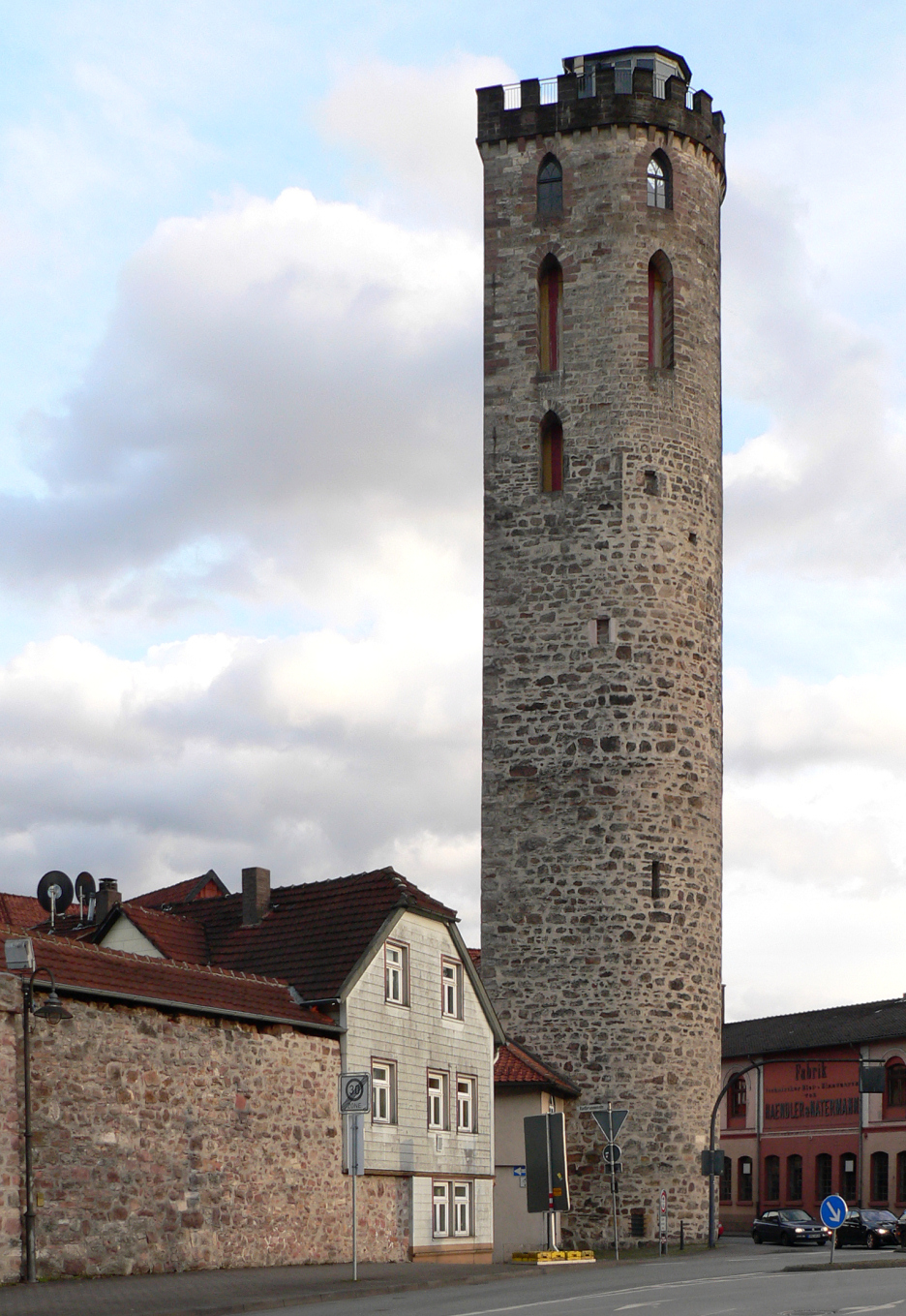
Fährenpfortenturm, Hann. Münden
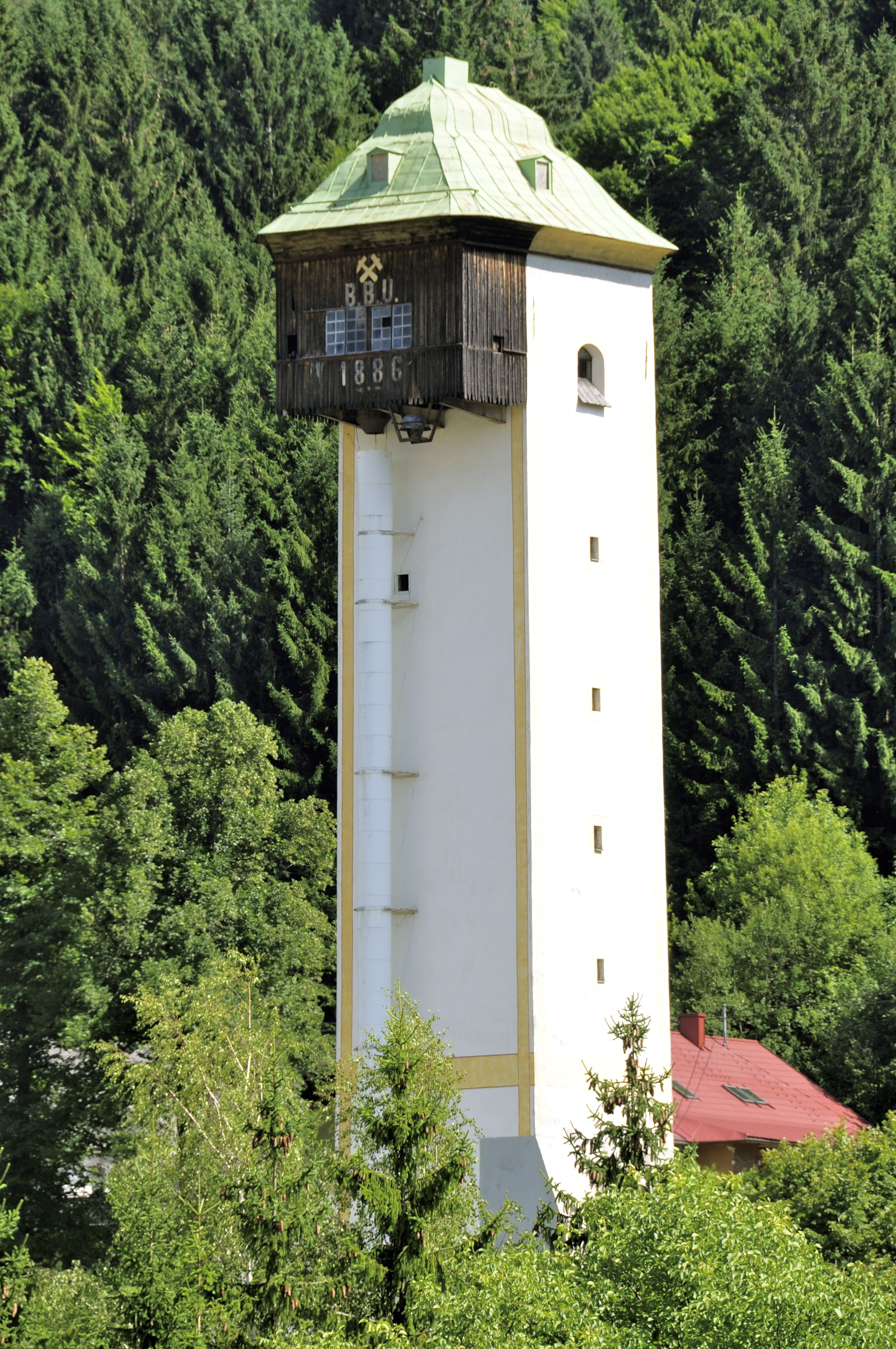
Schrotturm Gailitz in Arnoldstein